# Lover/Fighter
Lover/Fighter è il quarto album in studio del cantautore canadese Hawksley Workman, pubblicato nel 2003.

## Tracce
1. We Will Still Need a Song – 3:50
2. Even An Ugly Man – 4:46
3. Wonderful and Sad – 3:51
4. Anger as Beauty – 5:43
5. No Reason to Cry Out Your Eyes (On the Highway Tonight) – 3:16
6. Tonight Romanticize the Automobile – 4:29
7. The Future Language of Slaves – 6:19
8. Smoke Baby – 6:08
9. Autumn's Here – 4:59
10. Ilfracombe – 5:06 (Bonus Track)
11. Addicted – 5:13 (Bonus Track)
12. A Knife in the Country (Edit) – 4:46 (Bonus Track Europa)
13. Lust – 8:22 (Bonus Track Europa)
14. Where It Used to Snow – 3:17 (Bonus Track Europa)